# Depression Cherry
Depression Cherry è il quinto album in studio del gruppo musicale statunitense Beach House, pubblicato nel 2015.

## Tracce
Testi di Victoria Legrand, musiche di Victoria Legrand e Alex Scally.
1. Levitation – 5:54
2. Sparks – 5:21
3. Space Song – 5:20
4. Beyond Love – 4:25
5. 10:37 – 3:48
6. PPP – 6:08
7. Wildflower – 3:39
8. Bluebird – 3:55
9. Days of Candy – 6:15

## Critica
Il disco è stato inserito, alla posizione #28, nella classifica dei migliori album del 2015 secondo Pitchfork.

## Formazione
- Victoria Legrand - voce, tastiera
- Alex Scally - chitarra, basso, tastiera, cori